# Aeròbic
L'aeròbic és una modalitat de gimnàstica sueca amb acompanyament musical que consisteix en una sèrie d'exercicis que faciliten l'oxigenació dels pulmons i el bon funcionament del sistema cardiovascular. La paraula "aeròbic" significa "amb oxigen". És una activitat física en grup, en el qual es fan estiraments, exercicis amb corda i d'altres, seguint el ritme de la música.
L'aeròbic és un tipus d'esport en el qual a més d'augmentar l'energia, s'entrena la força, la flexibilitat, la coordinació i el tacte. L'aeròbic ha estat i continua sent molt popular entre dones, tot i que cada vegada hi ha més homes que el practiquen. El ritme de les sessions d'aeròbic varia en funció de l'edat del públic que el practica. Les cançons utilitzades en cada sessió marquen la intensitat en cada moment de la classe. Hi ha altres modalitats d'aquest esport, com la versió en el medi aquàtic aqua-aeròbic, i la combinació d'exercicis aeròbics amb la tonificació dels músculs, també anomenat body power.
L'any 1968, el doctor Kenneth H. Cooper va introduir un tipus exercici físic per entrenar el cor i els pulmons i va posar la primera pedra sobre el concepte d'aeròbic als Estats Units. El seu llibre "Aerobics" va conduir a l'entrenament gimnàstic dels exercicis aeròbics. Les primeres pràctiques d'aeròbic estan relacionades amb l'àmbit militar, ja que el doctor Kenneth H. Cooper era metge de la Força Aèria dels Estats Units d'Amèrica. Fins a principis de la dècada de 1990 no va esdevenir tan popular com ho és avui en dia.

## Aeròbic de competició
Howard i Karen Schwartz són les dues persones que van desenvolupar una nova i competitiva modalitat de l'esport conegut com a sportaerobics l'any 1983. Van intervenir en l'organització del primer campionat nacional d'aeròbics l'any 1984. Sportaerobics va començar amb la competició en quatre categories, és a dir, individual masculí i femení, parelles mixtes i trio. L'any 2002 la competició va passar a ser en grups de sis atletes. La sentència dels competidors es fa en un minut, quaranta-cinc segons de rutina realitzada amb la música. Els jutges valoren dos criteris: el mèrit artístic i el valor tècnic, amb 10 punts cadascun. El 1996 es va adoptar formalment sportaerobics com a disciplina gimnàstica.
L'aeròbic des del dia de la seva presentació va créixer a un ritme accelerat. Molts estudis sobre l'aeròbic han determinat que és una activitat molt útil per a mantenir el cos en forma i amb una estructura saludable. Així que totes les modalitat de l'aeròbic van guanyar ràpidament popularitat.

## Beneficis
Beneficis d'exercicis aeròbics: 
- El cor treballa amb més eficiència i es fa més fort.
- Ajuda a controlar el pes.
- Redueix el risc en el desenvolupament de la diabetis, l'obesitat i les malalties del cor.
- Augmenta el colesterol bo i disminueix el colesterol dolent.
- Augmenta el nivell d'endorfines.[4]
- Augmenta la capacitat del cos per a aprofitar l'oxigen i, per tant, la capacitat respiratòria.
- Contribueix a reduir i controlar el greix corporal.
- Millora la força muscular i la flexibilitat.
- Augmenta la resistència i dona més energia al cos.
- Millora l'estat d'ànim i redueix el risc de depressió, estrès i ansietat.
- Ajuda en la prevenció de les malalties cardiovasculars.
- Ajuda a reduir la pressió arterial.

En resum, l'aeròbic crema el greix i pot donar lloc a una actitud més positiva davant la vida. Tot i així, cal practicar-lo amb seguretat ja que massa vigor en la rutina aeròbica pot causar esquinços i lesions. Per tant, si es nota dolor, cal abandonar l'activitat, i si persisteix, consultar a un metge. En cas de marejos, vòmits, mal d'esquena o altres molèsties, també cal consultar al metge.

## Tipus d'aeròbic
- Circuit-Aerobics
- Bodystyling
- Intervall-Aerobics
- Box-Aerobics
- Step-Aerobics
- Aqua-aeròbic, aeròbica aquàtica o hidrogimnasia
- Dance-Aerobics
- Aeròbic Digital
- Slide

L'aeròbic també inclou exercicis d'escalfament, exercicis a terra i exercicis d'estirament.